# Kęstutis Knizikevičius
Kęstutis Knizikevičius (* 11. Juni 1990 in Biržai) ist ein litauischer linker Politiker und Bürgermeister der Rajongemeinde Biržai.

## Leben
Nach dem Abitur am Gymnasium absolvierte Kęstutis Knizikevičius 2013 das Bachelorstudium Öffentliche Gesundheit an der Lietuvos sveikatos mokslų universitetas in der zweitgrößten litauischen Stadt Kaunas. Von 2014 bis 2015 arbeitete er als Monitoringspezialist am Gesundheitsamt Pasvalys und von 2015 bis 2017 als Spezialist in der Verwaltung der Rajongemeinde Biržai. Von 2017 bis 2022 leitete er die Abteilung Sozialhilfe. Seit April 2023 ist er Bürgermeister von Biržai.
Er ist Mitglied der Partei LSDP und von Biržų miesto vietos veiklos grupė.